# 郭尊先
郭尊先（1958年1月—）河北省霸州市王庄子乡王圪垯村人。中国人民解放军少将、中华人民共和国书法家。

## 生平
1978年3月入伍，到河北省易县中国人民解放军总参谋部某通信团服役。历任汽车驾驶员、团政治处报道员。1981年12月加入中国共产党。1981年12月由战士提干，历任排长、团宣传干事、连副指导员、团组织干事。1985年3月，考入中国人民解放军武汉通信指挥学院政工专业学习。1987年2月，毕业回总参谋部某通信团，历任连指导员、团组织股股长。1990年4月，调任总参谋部某通信总站组织科副营职干事（师党委秘书）。1991年3月，任营教导员。1993年8月，任团政治处副主任。
1994年1月，调入中国人民解放军国防大学。历任国防大学政治部组织部干事、政治部组织部副部长。2006年2月，调任国防大学校务部政治处主任。2008年初，经组织批准，进入国防大学基本系联合战役指挥员班学习1年。同年底，出任国防大学校务部副部长。2011年5月，任国防大学进修系主任。2012年7月，任国防大学进修学院院长。2013年2月，任国防大学联合指挥与参谋学院政治委员（副军职）。他自中共中央党校哲学专业毕业，取得研究生学历。2016年退役。
郭尊先自幼学习书法。2005年初，拜书法家苏季群为师。在国防大学任职期间，还兼任中国文联书画艺术中心一级创作员，中国书法家协会会员，中国楹联协会会员，北京书法家协会会员。截至2015年，他曾在《人民日报》、《光明日报》、《解放军报》等报刊发表20余篇文章并获奖，还曾立三等功2次。2004年，他被中国人民解放军总政治部评选为全军优秀纪检干部，2006年受到中央纪委、监察部嘉奖为全国纪检系统先进个人。